# Васковская
 Васковская  — деревня в Лузском муниципальном округе Кировской области.

## География
Расположена в центральной части района на расстоянии примерно 3 км на юго-восток по прямой от села Учка.

## История
Известна с 1620 года как пустошь Васковская и Росляково с 1 двором, в 1748 учтено здесь 3 души мужского пола, в 1859 года здесь (Васковская или Слышково) дворов 2 и жителей 20, в 1926 (Васковская) 7 и 40, в 1950 6 и 23, в 1989 6 жителей. С 2006 по 2012 годы было в составе Учецкого сельского поселения, с 2012 по 2020 находилось в составе Лальского городского поселения.

## Население
Постоянное население составляло 2 человека (русские 50%, чуваши 50%) в 2002 году, 0 в 2010.